# Підосиковик
Підосиковик, підосиновик, підосичник, осиковик, козак, козар, діал. чорниш, бабка червона[джерело?] (Boletus aurantiacus Bull. ex Fr. Leccinum aurantiacum (Bull. ex Fr.) S. F. Gray, Boletus versipellis Fr. et Hok.; Krombholzia aurantiaca (Bull. ex Roques) Gilb.) — вид базидіомікотових грибів родини болетові (Boletaceae). Місцеві назви — червоняк, червонюх, красноголовець, краснюк, трепетник, трепетівець.

## Опис
Шапка 4-12 (15-20) см у діаметрі, напівсферична, потім опукло-розпростерта з підгорнутим краєм, темно-червона, брунатно-поморанчева, поморанчево-червона (колір шапки мінливий, різних відтінків, при достиганні вицвітає), гола або тонкоповстиста, суха. Шкірка не знімається. Пори білуваті, згодом сіріють, дрібні, округлі. Спори 11-18(22) Х (4)4,5-5,5(6) мкм. Ніжка 8-15(20) Х 1,5-4,5 см, щільна, білувата, темно-волокнисто-луската. М'якуш білий, при розрізуванні на повітрі спочатку трохи рожевіє, згодом ліловіє та чорніє, з приємним запахом і смаком.

## Поширення
Поширений і місцями рясно трапляється по всій лісовій зоні Євразії , а також у тундрі серед карликових беріз. В Україні поширений на Поліссі, в Лісостепу та в Карпатах. Росте в листяних і мішаних лісах, під осикою та вільхою.

## Використання
Збирають у травні — жовтні. Гриб їстівний. Використовують свіжим, про запас сушать, маринують, засолюють. Заготовляють на Поліссі.